# Mitch Pacwa
Mitchell Pacwa SJ (27 de julho de 1949) é um padre jesuíta americano. Ele é presidente e fundador da Ignatius Productions e agora é membro sênior do St. Paul Center for Biblical Theology.

## Educação
Pacwa concluiu o ensino médio no Seminário Preparatório Arcebispo Quigley em 1967 com a intenção de se tornar sacerdote da Arquidiocese de Chicago. Ele decidiu que queria ser um jesuíta no colégio e foi aceito após seu primeiro ano na Loyola University Chicago. Ele recebeu o diploma de bacharel em filosofia e teologia pela University of Detroit Mercy e foi ordenado sacerdote da Companhia de Jesus em 1976. Mais tarde, ele completou os graus de Mestre em Divindade e Bacharel em Teologia Sagrada da Escola de Teologia Jesuíta em Berkeley, Califórnia, seguido por um Doutor em Filosofia em Antigo Testamento pela Universidade de Vanderbilt.
Ele é um linguista talentoso, falando várias línguas antigas, incluindo latim, grego koiné, hebraico, aramaico e ugarítico, bem como as línguas modernas de inglês, alemão, espanhol, polonês, hebraico moderno, árabe, francês e italiano. Ele é descendente de poloneses.

## Ministério
Ele lecionou na Loyola Academy Wilmette, IL, na Loyola University Chicago e na University of Dallas.
Em 2001, ele se tornou um apresentador de programa da Eternal Word Television Network (EWTN) e se mudou para o Alabama. Na EWTN, Pacwa apresenta ou já apresentou os seguintes programas de TV: EWTN Live, Threshold of Hope, The Holy Rosary in the Holy Land, and Scripture and Tradition with Fr. Mitch Pacwa. Pacwa também é o apresentador do programa Wednesday Open Line e EWTN Live na rede de rádio EWTN. Ele também oferece ocasionalmente a missa diária televisionada na EWTN.

## Livros
- Mitch Pacwa (2011). How to Listen When God Is Speaking:A Guide for Modern-Day Catholics. [S.l.: s.n.] ISBN 978-159325183-3
- Mitch Pacwa (2013). The Holy Land An Armchair Pilgrimage. [S.l.: s.n.] ISBN 978-1-61636-613-1
- Mitch Pacwa (2015). Praying the Gospels with Fr. Mitch Pacwa:Jesus Launches His Ministry. [S.l.: s.n.] ISBN 978-159325268-7
- Mitch Pacwa (2016). Praying the Gospels with Fr. Mitch Pacwa:Jesus' Miracles in Galilee. [S.l.: s.n.] ISBN 978-159325288-5
- Mitch Pacwa (2020). Wheat and Tares: Restoring the Moral Vision of a Scandalized Church. [S.l.: s.n.] ISBN 978-168278109-8